# Cimbasso
El cimbasso es un instrumento musical de la familia de viento-metal  con una tesitura similar a la de la tuba y el trombón contrabajo. Verdi y Puccini lo utilizaron para muchas de sus óperas, ha experimentado un renacimiento en el siglo XXI, empleándose en ocasiones para bandas sonoras de películas y videojuegos.
 

## Etimología
La palabra cimbasso procede del italiano y se utilizó por primera vez a principios del siglo XIX, no se sabe con seguridad su origen, pero se cree que puede ser una contracción de corno basso o corno di basso que suele escribirse en las partituras como c. basso o c. in basso.

## Descripción

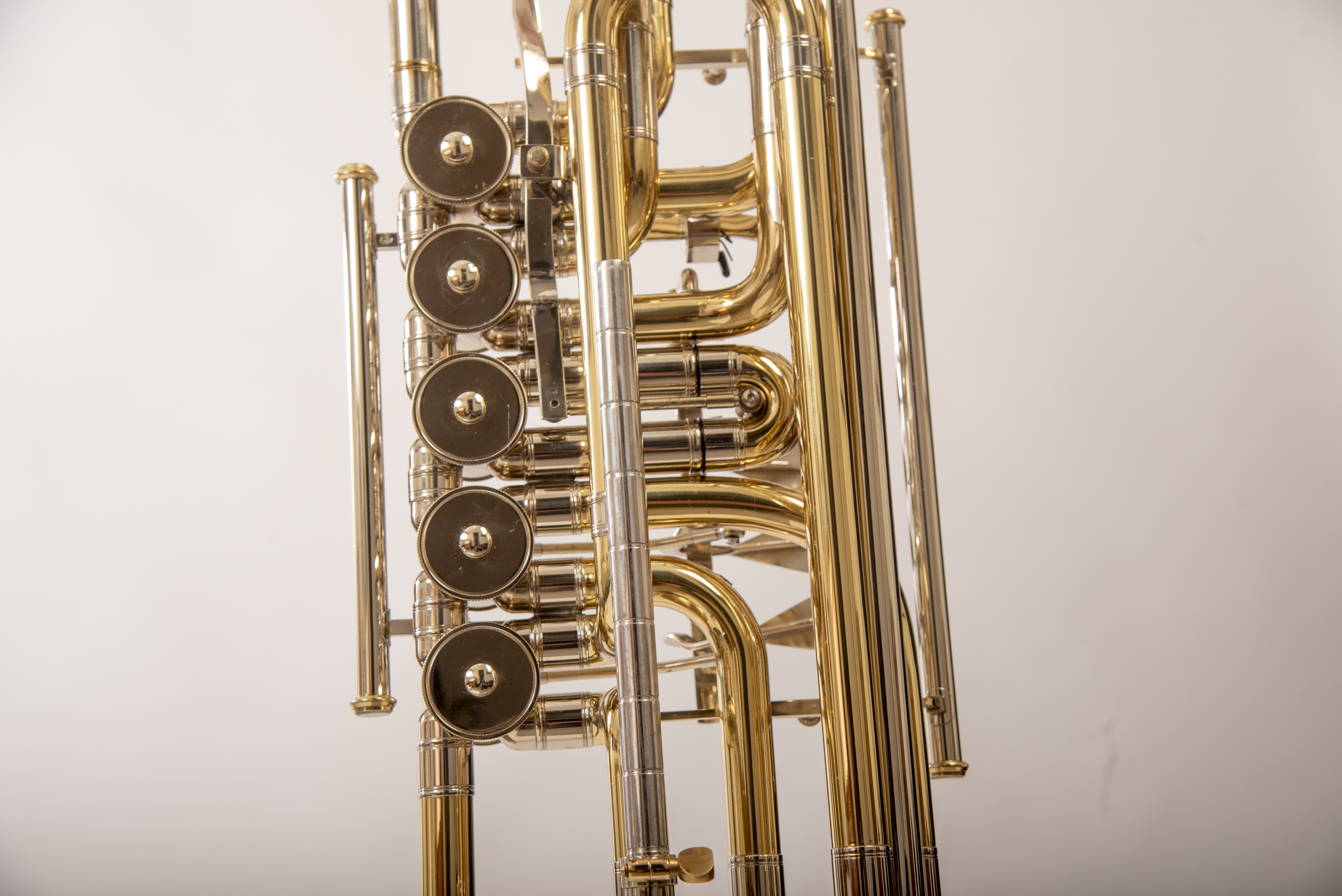

El cimbasso moderno está fabricado generalmente de latón o latón dorado y tiene una altura de 120 cm. Consta de un tubo cilíndrico plegado de más de tres metros de largo y 18 mm de diámetro, dispone de una boquilla similar a la de la tuba y cinco válvulas o pistones, la campana tiene 27 cm de diámetro. El instrumento dispone de un soporte para apoyarlo en el suelo en posición vertical, durante la interpretación el instrumentista está generalmente sentado y la campana frontal apunta hacia delante y ligeramente hacia abajo. Las cinco válvulas se accionan con la mano derecha, la quinta válvula con el dedo pulgar derecho. 

## Historia
El término cimbasso proviene de Italia y se ha utilizado desde el siglo XIX para hacer referencia a instrumentos musicales de características diferentes, inicialmente recibió este nombre un instrumento similar al serpentón, más tarde se aplicó a diferentes instrumentos de viento, entre ellos el figle u oficleido, el bombardino y las primeras variantes de la tuba. Finalmente se aplicó a un trombón bajo y desde 1881 a la forma moderna del cimbasso que actualmente conocemos.